# Zbrodnia w żeńskiej szkole
Zbrodnia w żeńskiej szkole (cz.: Zločin v dívčí škole) – czechosłowacka komedia kryminalna z 1966 roku w reżyserii Jiříego Menzla, Iva Nováka i Ladislava Rychmana.

## Obsada
- Lubomír Lipský jako porucznik Borůvka
- Milena Zahrynowská jako Ester Nakoncova
- Jan Přeučil jako Pavel Málek
- František Miška jako Alberto Tossi
- Jiří Kodet jako Pavel Lavecky
- Hana Horáčková jako Zuzanka Borůvkova
- Marcela Baťková jako Žďárská
- Jitka Bendová jako Babinská
- Jaroslav Svoboda jako Tonda Patera
- Petr Kostka jako Bartoš
- Jana Gýrová jako Jirina Fikotova
- Jan Faltýnek jako Frantisek Malat
- Naďa Urbánková jako Alena Pešková
- Miloš Vavruška jako Reżyser
- Oldřich Velen jako Oficer policji

## Opis fabuły
Trzy nowele kryminalne połączone postacią prowadzącego dochodzenie porucznika Boruvki. Pierwsza z nowel "Śmierć na Jehle" rozgrywa się w środowisku alpinistów, W niejasnych okolicznościach jeden z alpinistów ginie od ciosu nożem w plecy. W kręgu podejrzanych jest bardzo mała grupa, która mogła dotrzeć na szczyt Jehli, gdzie rozegrała się zbrodnia.
Druga nowela - "Jak się kąpie kobieta" rozgrywa się w środowisku estradowym. W czasie kąpieli pod prysznicem od strzału w głowę ginie młoda solistka. Analiza układu pomieszczeń sąsiadujących z łazienką pozwala por. Boruvce na określenie miejsca, skąd padł strzał i w konsekwencji - sprawcy.
Trzecia nowela "Zbrodnia w żeńskiej szkole" przedstawia dochodzenie w sprawie zaginięcia nauczyciela matematyki, Kota. W toku śledztwa dyrekcja szkoły dowiaduje się, jak bujne życie towarzyskie prowadzą uczennice po zajęciach w szkole.